# Teoria przejść fazowych
Teoria przejść fazowych – dziedzina fizyki, znajdująca się na pograniczu termodynamiki fenomenologicznej, fizyki materiałowej, chemii fizycznej, teorii pola. Jest to dziedzina zajmująca się doświadczalnym i teoretycznym opisem tak zwanych zjawisk krytycznych zachodzących podczas przejść fazowych.
Zjawiska te mają swoją wyraźną specyfikę, do opisu wymagają rozwinięcia swoistych narzędzi matematycznych takich jak teoria grupy renormalizacji. Także badania doświadczalne przejść fazowych wobec czułości tych zjawisk na stan otoczenia wymagają specyficznego podejścia w planowaniu eksperymentów i ich przeprowadzaniu. Podstawową zasadą, która konstytuuje tę dziedzinę fizyki, jako samodzielny obszar badawczy jest fakt, że:
zupełnie różne substancje przejawiają w ramach zjawisk towarzyszących przejściom fazowym takie samo zachowanie
co jest treścią hipotezy uniwersalności opisu przejść fazowych.
W szczególności uniwersalne (niezależne od materiału, w którym dochodzi do przejścia fazowego) są wykładniki krytyczne, czyli stopnie nieciągłości pochodnych funkcji stanu materiału. Wynika z tego, że w analizie przejść fazowych zupełnie nie mają znaczenia szczegóły budowy substancji, jej skład chemiczny czy nawet detale dotyczące oddziaływań pomiędzy różnymi mikroskopowymi fragmentami układu.

## Przejścia fazowe – opis fenomenologiczny
Fenomenologiczny opis własności termodynamicznych układu rozpoczyna się zwykle od podania funkcjonału entalpii swobodnej układu G. Postać tej funkcji dla skomplikowanego układu termodynamicznego jest w teorii wynikiem uśrednienia przeprowadzonego dla skal mikroskopowych w ramach opisu układu za pomocą zespołów statystycznych. Jednak w praktyce funkcjonał G konstruuje się w oparciu o zasady symetrii.
Aby podać jego jawną postać, należy wybrać zmienną dynamiczną, która będzie opisywała zachowanie się układu. W ramach teorii przejść fazowych typowym wyborem jest tak zwany parametr porządku, który wybierany jest w taki sposób, aby w fazie o mniejszej entropii miał niższe wartości niż w fazie o entropii większej. I tak dla układów magnetycznych (na przykład dla ferromagnetyka) typowym wyborem jest średnia magnetyzacja na jednostkę objętości. Dla cieczy (na przykład podczas analizy krzepnięcia – topienia) typowym i naturalnym wyborem jest jej średnia gęstość. Dla nadprzewodników parametrem porządku jest funkcja falowa pary Coopera, co prowadzi do wielkości zespolonej o dwóch składowych rzeczywistych, dla ciekłych kryształów cholesterolowych wybiera się tensorowy parametr porządku, opisującym skręcenie wersorów w płaszczyznach przejawiających uporządkowanie typu nematycznego.
Entalpia swobodna G jest ciągłą funkcją parametrów w niej występujących, to jest parametru porządku, pól zewnętrznych i temperatury. Jak się jednak okazuje, w punkcie przejścia fazowego ma ona nieokreśloną pochodną, czyli sama funkcja G posiada punkt osobliwy w postaci np. ostrza. Zwykle przejścia fazowe analizuje się w funkcji temperatury, jest to jednak modelowe uproszczenie. Role parametru kontrolnego może pełnić bowiem zarówno temperatura jak pole magnetyczne, stężenie składników i inne.

## Klasyfikacja przejść fazowych Ehrenfesta
Klasyfikacja przejść fazowych zaproponowana przez Paula Ehrenfesta oparta na ciągłości potencjału chemicznego μ. Przemiana fazowa jest według tej definicji n-tego rodzaju, gdy najniższa pochodna μ, będąca nieciągłą jest n-tą pochodną potencjału chemicznego {\displaystyle {\frac {\partial ^{n}\mu }{\partial T^{n}}}.} Istnieją przemiany fazowe, dla których pochodne μ mogą być rozbieżne w miarę przybliżania się do temperatury przejścia i jednocześnie być ciągłe w punkcie przejścia (przykładem jest ciepło właściwe w dwuwymiarowym modelu Isinga). Mimo tej niejednoznaczności klasyfikacja Ehrenfesta jest ciągle używana, jako szybka prosta metoda przybliżonego opisu.

## Klasyfikacja przejść fazowych Landaua-Ginzburga
Własność ta jest podstawą klasyfikacji przejść fazowych zaproponowaną przez Witalija Ginzburga i Lwa Landaua. Wyróżnia się obecnie dwa rodzaje przejść fazowych:
- przejścia fazowe nieciągłe – kiedy pierwsza pochodna entalpii swobodnej G jest nieciągła (doznaje skoku), a sama funkcja G ma osobliwość w postaci ostrza. Dla fazy o wyższym parametrze uporządkowania minimum G jest realizowane za pomocą innej gałęzi krzywej G niż dla fazy o niższych wartościach tego parametru. Obie gałęzie są zszyte w punkcie przejścia fazowego tworząc ostrze. Ponieważ pochodna funkcjonału G przy zmianie temperatury to ciepło właściwe, mamy zatem do czynienia z nieciągłością tej wielkości co oznacza, że w trakcie przejścia następuje wydzielanie się energii, tak zwanego utajonego ciepła przejścia. Typowymi przykładami takich przejść są zjawiska związane z topnieniem czy krzepnięciem substancji, zjawiska parowania, wrzenia itp. Także przejścia fazowe ferromagnetyk – paramagnetyk w obecności zewnętrznego pola magnetycznego są przejściami tego rodzaju.
- przejścia fazowe ciągłe – w tym przypadku funkcja G jest ciągła i posiada także ciągłe pochodne pierwszego rzędu, co sprawia, że z przejściem nie jest związana żadna nieciągłość w cieple właściwym, a tym samym brak ciepła utajonego przejścia. Jednak druga lub któraś z wyższych pochodnych jest nieciągła (do chwili obecnej jedyne znane przejście z ciągłą drugą pochodną a nieciągłą trzecią to kondensacja Bosego-Einsteina[1][2]). Obszar około przejścia wykazuje istnienie olbrzymich fluktuacji parametru uporządkowania, które są skorelowane (koherentne) w olbrzymich makroskopowych objętościach. Typowym przykładem jest tu przejście w punkcie potrójnym na przykład wody, przejście ferromagnetyk – paramagnetyk w punkcie Curie i inne. Ponieważ brak jest utajonego ciepła przemiany dla dowolnej objętości ośrodka, nie istnieje żadna bariera energetyczna pomiędzy fazami – mogą one współistnieć i zupełnie płynnie, bez wydatku energii, przechodzić jedna w drugą. To właśnie jest powodem istnienia olbrzymich fluktuacji.

## Czynniki wpływające na przejście fazowe
Własności przejść fazowych prawie zupełnie nie zależą od ośrodka, w którym zachodzą. Ta własność jest nazywana uniwersalnością i w wąskim rozumieniu odnoszona jest do niezależności wykładników krytycznych od materiału, a w szerokim dotyczy modelu przejścia w ogólności. Wielkościami, które decydują o charakterze przejścia, są następujące parametry:
- wymiar d przestrzeni, w którym zachodzi przejście fazowe. Przejścia zachodzące w 3 wymiarach mają inne własności, niż te, które można uważać za 2-wymiarowe. Mechanika statystyczna układów o większej lub równej 4 liczbie wymiarów przewiduje, że w takim przypadku teoria pola średniego jest dokładna i nie ma potrzeby uwzględniania innych przyczynków w modelu.
- rząd tensorowy s parametru porządku. Dla przejść typu czy parametr porządku jest skalarem (s=1): jest to średnia gęstość na przykład fazy gazowej. Dla przejść w nadprzewodniku parametrem porządku jest wektor dwu funkcji rzeczywistych (s=2), jest to część rzeczywista i urojona funkcji falowej pary Coopera. Dla ferromagnetyków jest to wektor magnetyzacji średniej, a więc s=3. W ciekłych kryształach opis wymaga użycia tensorów wyższego rzędu (s=5).

Pozostałe szczegóły modelu opisującego przejście fazowe nie mają żadnego znaczenia dla jego opisu (poza skończonością lub nie próbki, jeśli należy uwzględniać skończone rozmiary ośrodka, w którym zachodzi przejście fazowe, rozmiary te stanowią dodatkowy parametr w równaniach). Własność ta jest zdumiewającym przykładem jak skomplikowane i trudne do uwzględnienia szczegóły mikroskopowej budowy materii jak mikroskopowe oddziaływania pomiędzy cząsteczkami itp. nie wpływają zupełnie na makroskopowy charakter układu.
Z identyczną sytuacją mamy do czynienia w kwantowej teorii pola, gdzie dzięki procedurze renormalizacyjnej uniezależniamy się od tzw. parametrów obcięcia. Można stwierdzić, że efektywna teoria pola (jak zrenormalizowana QED lub QCD) jest w istocie opisem układu pola w punkcie krytycznym.